# 梅田善司
梅田 善司（うめだ ぜんじ、1913年9月13日 - 2004年8月24日）は、日本の実業家。川崎重工業社長、会長を務めた。

## 経歴・人物
和歌山県那賀郡岩出町出身。旧制高知高等学校を経て1939年に京都帝国大学法学部を卒業し、川崎造船所に入社した。1964年12月に取締役、1969年11月に常務、1975年5月に専務を経て、1976年11月から副社長に就任し、1977年6月に社長に就任した。在任中は、日本で初めて、LNG運搬船の受注を獲得したり、韓国の現代グループへの技術支援や中国で大口受注を獲得するなど海外展開にも積極的に取り組んでいった。1981年6月に会長、12月に取締役相談役を経て、1987年6月から2002年6月までに相談役を務めた。
1974年に運輸大臣表彰を受け、1978年4月に藍綬褒章を受章し、1985年4月に勲一等瑞宝章を受章した。
2004年8月24日心不全のために死去。90歳没。